# ЛГБТ права в Европа
Правата на лесбийки, гейове, бисексуални и транссексуални (ЛГБТ) са много различни в Европа за всяка страна. Шестнадесет от 28-те държави, които са легализирали еднополовите бракове в световен мащаб, се намират в Европа. Още тринадесет европейски държави са легализирали граждански съюзи или други форми на по-ограничено признаване за еднополовите двойки.
Няколко европейски държави не признават никаква форма на еднополови съюзи. Бракът се определя като съюз единствено между мъж и жена в конституциите на Армения, Беларус, България, Хърватия, Грузия, Унгария, Латвия, Литва, Молдова, Черна гора, Полша, Русия, Сърбия, Словакия и Украйна. От тях обаче Армения признава еднополовите бракове, сключени в чужбина, а Хърватия, Унгария и Черна гора признават еднополовите партньорства. Смята се, че Източна Европа има по-малко законни права и защита, по-лоши условия на живот и по-малко подкрепящо общественото мнение за ЛГБТ хората от това в Западна Европа.
Всички европейски държави, които разрешават брак, позволяват и съвместно осиновяване от еднополови двойки. От страните, които имат граждански съюзи, никоя освен Андора не разрешава съвместно осиновяване, а само половината разрешава осиновяването от майка.
През декември 2020 г. Унгария изрично забрани осиновяването на еднополови двойки в рамките на своята конституция, а през юни 2021 г. унгарският парламент одобри закон, забраняващ показването на „всяко съдържание, изобразяващо или насърчаващо смяна на пола или хомосексуалност“ на непълнолетни, подобно на руското закон за „анти гей пропаганда“. Тринадесет държави -членки на ЕС осъдиха закона, като го определиха като нарушение на Хартата на основните права на Европейския съюз.
Първите три европейски държави по отношение на равенството на ЛГБТ според ILGA-Европа са Малта, Белгия и Люксембург. Западна Европа често се счита за един от най-прогресивните региони в света за живеене на ЛГБТ хора.

## История
Независимо от факта че еднополовите отношения са широко разпространени в Древна Гърция, Римската Империя и сред езическите келтски племена, щом Християнството получава статут на официална религия в Римската Империя, се появяват закони строго осъждащи хомосексуалното поведение. Чрез указ издаден от император Теодосий I през 390 г. са осъдени всички „пасивни“ хомосексуални мъже на смърт чрез публично изгаряне. Тази мярка е последвана от Corpus Iuris Civilis на Юстиниан I през 529 г., който налага публична кастрация и екзекуция за всеки извършил хомосексуални отношения, без значение дали е активен или пасивен. Юстиниановия законов кодекс служи за основа на законодателствата на повечето европейски държави осъждащи хомосексуалните за следващите 1400 години. Хомосексуалното поведение или содомия, се е смятало за върховно престъпление и хиляди хомосексуални мъже биват екзекутирани в Европа след интензивно преследване през тези векове. Лесбийките по-рядко са подлагани на наказания, но и те също изпитват преследванията и екзекуциите, макар и в по-малка степен.
По време на Френската революция, през 1791 г., Народното събрание на Франция изработва нов наказателен кодекс, който не споменава хомосексуалността, с което се счита, че тя е декриминализирана. По време на Наполеоновите войни, хомосексуалността бива декриминализирана в териториите, попадащи под френски контрол, като Нидерландия и част от германските държави (по-късно отново криминализирана, при обединението на Германия към 1867, съгласно Пруските законодателни традиции).
Въпреки декриминализирането (1932 в Полша, 1933 в Дания, 1940 в Исландия, 1942 в Швейцария, 1944 в Швеция), социалното неодобрение към хомосексуалността не позволява на гей хората да заявяват открито сексуалната си ориентация. През 1989, Дания става първата държава, в която се появява форма на граждански съюз за еднополови двойки. През 2001, Нидерландия открива гражданския брак за еднополови двойки. По-късно, това правят Белгия (2003), Испания (2005), Норвегия, Швеция (2009), Португалия и Исландия (2010).

## Съвременно развитие
Три европейски държави все още забраняват приемането на хомосексуални в армията. Тези
страни са Беларус, Кипър и Турция.
Всички останали европейски държави разрешават или не са забранили на хомосексуални и други не-хетеросексуални, свободно да участват във въоръжените сили.
В Европа, единствено в непризнатата Севернокипърска турска република хомосексуалните отношения между мъже са незаконни, като се наказват с до 5 години лишаване от свобода.

## Законодателство по държава или територия
Членството в Европейския съюз не само изисква премахването на антихомосексуалното законодателство, също така Амстердамският договор предпоставя да бъде постановено антидискриминационно законодателство от държавите членки.
| ЛГБТ права в:                                            | Законни ли са хомосексуалните актове? | Признаване на еднополови съюзи | Еднополов брак | Осиновяване от еднополови двойки                                                   | Могат ли ЛГБТ хората да служат свободно в армията?                                                                                         | Закони срещу дискриминацията относно сексуалната ориентация | Закони относно половата идентичност/изразяване                                                                                                 |
| Северна Европа                                           | Северна Европа | Северна Европа | Северна Европа | Северна Европа                                                                     | Северна Европа | Северна Европа                                              | Северна Европа |
| -------------------------------------------------------- | --- | --- | --- | ---------------------------------------------------------------------------------- | --- | ----------------------------------------------------------- | --- |
| Дания Част от Европейския съюз                           | Законни от 1933 г. + Подписана декларация на ООН | От 1989 до 2012 г. (съществуващите партньорства все още се признават) | От 2012 г. | От 2010 г.                                                                         | Разрешено за всички ЛГБТ хора | Забранява всякаква анти-гей дискриминация                   | Признава трети пол На транссексуалните хора е позволено да сменят пола си, без да се подлагат на операция                                      |
| Естония Част от Европейския съюз                         | Законни от 1992 г. + Подписана декларация на ООН | От 2016 г. | От 2024 г. | От 2024 г.                                                                         | Разрешено за всички ЛГБТ хора | Забранява всякаква анти-гей дискриминация                   | Не признава трети пол На транссексуалните хора е позволено да сменят пола си, без да се подлагат на операция                                   |
| Исландия                                                 | Законни от 1940 г. + Подписана декларация на ООН | От 2006 г. | От 2010 г. | От 2006 г.                                                                         | Няма армия | Забранява всякаква анти-гей дискриминация                   | Признава трети пол На транссексуалните хора е позволено да сменят пола си, без да се подлагат на операция и без съдебно решение                |
| Латвия Част от Европейския съюз                          | Законни от 1992 г. + Подписана декларация на ООН | Ограничени права на пребиваване за семейни двойки от един и същи пол от 2018 г. | Конституционна забрана от 2006 г. | ЛГБТ лица могат да осиновяват, но не и еднополови двойки                           | Разрешено само за ЛГБ хора | Забранява някои анти-гей дискриминационни практики          | Не признава трети пол Изисква операция за промяна на пола                                                                                      |
| Литва Част от Европейския съюз                           | Законни от 1993 г. + Подписана декларация на ООН | Ограничени права на пребиваване за семейни двойки от един и същи пол от 2018 г.; Предстои приемане на граждански съюз | Конституционна забрана от 1992 г. | Не                                                                                 | Разрешено само за ЛГБ хора | Забранява всякаква анти-гей дискриминация                   | Не признава трети пол На транссексуалните хора е позволено да сменят пола си, без да се подлагат на операция                                   |
| Норвегия                                                 | Законни от 1972 г. + Подписана декларация на ООН | От 1993 до 2009 г. (съществуващите партньорства все още се признават) | От 2009 г. | От 2009 г.                                                                         | Разрешено за всички ЛГБТ хора | Забранява всякаква анти-гей дискриминация                   | Не признава трети пол На транссексуалните хора е позволено да сменят пола си, без да се подлагат на операция и без съдебно решение             |
| Фарьорски острови Част от Дания Част от Европейския съюз | Законни от 1933 г. + Подписана декларация на ООН | От 2017 г. | От 2017 г. | От 2017 г.                                                                         | Разрешено за всички ЛГБТ хора | Забранява някои анти-гей дискриминационни практики          | Не признава трети пол Смяната на пола не е разрешена                                                                                           |
| Финландия Част от Европейския съюз                       | Законни от 1971 г. + Подписана декларация на ООН | От 2002 до 2017 г. (съществуващите партньорства все още се признават) | От 2017 г. | От 2017 г.                                                                         | Разрешено за всички ЛГБТ хора | Забранява всякаква анти-гей дискриминация                   | Не признава трети пол Изисква стерилизация за промяна на пола                                                                                  |
| Швеция Част от Европейския съюз                          | Законни от 1944 г. + Подписана декларация на ООН | От 1995 до 2009 г. (съществуващите партньорства все още се признават) | От 2009 г. | От 2003 г.                                                                         | Разрешено за всички ЛГБТ хора | Забранява всякаква анти-гей дискриминация                   | Не признава трети пол На транссексуалните хора е позволено да сменят пола си, без да се подлагат на операция                                   |
| Западна Европа                                           | | | |                                                                                    | |                                                             | |
| Белгия Част от Европейския съюз                          | Законни от 1795 г. + Подписана декларация на ООН | От 2000 г. | От 2003 г. | От 2006 г.                                                                         | Разрешено за всички ЛГБТ хора | Забранява всякаква анти-гей дискриминация                   | Не признава трети пол На транссексуалните хора е позволено да сменят пола си, без да се подлагат на операция                                   |
| Великобритания                                           | Законни за мъже в Англия и Уелс от 1967 г., в Шотландия от 1981 г. и в Северна Ирландия от 1982 г. За жени винаги законни + Подписана декларация на ООН                                                     | От 2005 г. | В Англия, Уелс и Шотландия от 2014 г. и в Северна Ирландия от 2020 г.                                                                  | В Англия и Уелс от 2005 г., в Шотландия от 2009 г. и в Северна Ирландия от 2013 г. | Разрешено за всички ЛГБТ хора | Забранява всякаква анти-гей дискриминация                   | Не признава трети пол На транссексуалните хора е позволено да сменят пола си, без да се подлагат на операция                                   |
| Гърнси Част от Великобритания                            | Законни от 1983 г. + Подписана декларация на ООН | От 2017 г. | От 2017 г. | От 2017 г.                                                                         | Разрешено за всички ЛГБТ хора | Забранява някои анти-гей дискриминационни практики          | Не признава трети пол На транссексуалните хора е позволено да сменят пола си, без да се подлагат на операция                                   |
| Джърси Част от Великобритания                            | Законни от 1990 г. + Подписана декларация на ООН | От 2012 г. | От 2018 г. | От 2012 г.                                                                         | Разрешено за всички ЛГБТ хора | Забранява всякаква анти-гей дискриминация                   | Не признава трети пол На транссексуалните хора е позволено да сменят пола си, без да се подлагат на операция                                   |
| Ирландия Част от Европейския съюз                        | Мъже – законни от 1993 г. Жени – винаги законни + Подписана декларация на ООН | От 2011 до 2015 г. (съществуващите партньорства все още се признават) | От 2015 г. | От 2017 г.                                                                         | Разрешено за всички ЛГБТ хора | Забранява всякаква анти-гей дискриминация                   | Не признава трети пол На транссексуалните хора е позволено да сменят пола си, без да се подлагат на операция                                   |
| Люксембург Част от Европейския съюз                      | Законни от 1795 г. + Подписана декларация на ООН | От 2004 г. | От 2015 г. | От 2015 г.                                                                         | Разрешено само за ЛГБ хора | Забранява всякаква анти-гей дискриминация                   | Не признава трети пол На транссексуалните хора е позволено да сменят пола си, без да се подлагат на операция                                   |
| Ман Част от Великобритания                               | Законни от 1992 г. + Подписана декларация на ООН | От 2011 г. | От 2016 г. | От 2011 г.                                                                         | Разрешено за всички ЛГБТ хора | Забранява всякаква анти-гей дискриминация                   | Не признава трети пол На транссексуалните хора е позволено да сменят пола си, без да се подлагат на операция                                   |
| Монако                                                   | Законни от 1793 г. + Подписана декларация на ООН | От 2020 г. | Не | Не                                                                                 | Няма армия | Забранява някои анти-гей дискриминационни практики          | Не признава трети пол Не е ясно дали смяната на пола е разрешена                                                                               |
| Нидерландия Част от Европейския съюз                     | Законни от 1811 г. + Подписана декларация на ООН | От 1998 г. | От 2001 г. | От 2001 г.                                                                         | Разрешено за всички ЛГБТ хора | Забранява всякаква анти-гей дискриминация                   | Признава трети пол На транссексуалните хора е позволено да сменят пола си, без да се подлагат на операция                                      |
| Франция Част от Европейския съюз                         | Законни от 1791 г. + Подписана декларация на ООН | От 1999 г. | От 2013 г. | От 2013 г.                                                                         | Разрешено за всички ЛГБТ хора | Забранява всякаква анти-гей дискриминация                   | Не признава трети пол На транссексуалните хора е позволено да сменят пола си, без да се подлагат на операция                                   |
| Централна Европа                                         | | | |                                                                                    | |                                                             | |
| Австрия Част от Европейския съюз                         | Законни от 1971 г. + Подписана декларация на ООН | От 2010 г. | От 2019 г. | От 2016 г.                                                                         | Разрешено за всички ЛГБТ хора | Забранява всякаква анти-гей дискриминация                   | Признава трети пол На транссексуалните хора е позволено да сменят пола си, без да се подлагат на операция                                      |
| Германия Част от Европейския съюз                        | Законни в Източна Германия от 1968 г. Законни в Западна Германия от 1969 г. + Подписана декларация на ООН                                                                                                   | От 2001 до 2017 г. (все още съществуващи партньорства и признаване на чуждестранни партньорства) | От 2017 г. | От 2017 г.                                                                         | Разрешено за всички ЛГБТ хора | Забранява всякаква анти-гей дискриминация                   | Признава трети пол На транссексуалните хора е позволено да сменят пола си, без да се подлагат на операция                                      |
| Лихтенщайн                                               | Законни от 1989 г. + Подписана декларация на ООН | От 2011 г. | В очакване | Осиновяване на доведено или заварено дете от 2021 г.                               | Няма армия | Забранява всякаква анти-гей дискриминация                   | Не признава трети пол Смяната на пола не е разрешена                                                                                           |
| Полша Част от Европейския съюз                           | Законни от 1932 г. + Подписана декларация на ООН | Нерегистрирано съжителство от 2012 г.; Регистрирано съжителство, предложено през 2019 г. | Конституционна забрана от 1997 г. | ЛГБТ лица могат да осиновяват, но не и еднополови двойки                           | Разрешено само за ЛГБ хора | Забранява някои анти-гей дискриминационни практики          | Не признава трети пол Изисква хормонална терапия за промяна на пола                                                                            |
| Словакия Част от Европейския съюз                        | Законни от 1962 г. + Подписана декларация на ООН | Някои ограничени права за нерегистрирани съжителстващи двойки от един и същи пол от 2018 г.; Ограничени права на пребиваване за семейни двойки от един и същи пол от 2018 г. | Не | ЛГБТ лица могат да осиновяват, но не и еднополови двойки                           | Разрешено само за ЛГБ хора | Забранява всякаква анти-гей дискриминация                   | Не признава трети пол Изисква стерилизация за промяна на пола                                                                                  |
| Словения Част от Европейския съюз                        | Законни от 1977 г. + Подписана декларация на ООН | От 2006 г. | От 2022 г. | От 2022 г.                                                                         | Разрешено само за ЛГБ хора | Забранява всякаква анти-гей дискриминация                   | Не признава трети пол На транссексуалните хора е позволено да сменят пола си, без да се подлагат на операция                                   |
| Унгария Част от Европейския съюз                         | Законни от 1962 г. + Подписана декларация на ООН | От 2009 г. | Конституционна забрана от 2012 г. | Конституционна забрана от 2020 г.                                                  | Разрешено само за ЛГБ хора | Забранява всякаква анти-гей дискриминация                   | Не признава трети пол Смяната на пола не е разрешена                                                                                           |
| Хърватия Част от Европейския съюз                        | Законни от 1977 г. + Подписана декларация на ООН | От 2014 г. | Конституционна забрана от 2013 г. | От 2021 г.                                                                         | Разрешено само за ЛГБ хора | Забранява всякаква анти-гей дискриминация                   | Не признава трети пол На транссексуалните хора е позволено да сменят пола си, без да се подлагат на операция                                   |
| Чехия Част от Европейския съюз                           | Законни от 1962 г. + Подписана декларация на ООН | От 2006 г. | Не | ЛГБТ лица в регистрирано съжителство могат да осиновяват                           | Разрешено за всички ЛГБТ хора | Забранява всякаква анти-гей дискриминация                   | Не признава трети пол Изисква операция за промяна на пола                                                                                      |
| Швейцария                                                | Законни в цялата страна от 1942 г. Законни в кантоните на Женева, Тичино, Вале и Во от 1798 г. + Подписана декларация на ООН                                                                                | В национален мащаб от 2007 г. Регистрирано съжителство в Женева (2001), Цюрих (2003), Невшател (2004) и Фрибург (2005) | От 2022 г. | От 2022 г.                                                                         | Разрешено за всички ЛГБТ хора | Забранява всякаква анти-гей дискриминация                   | Не признава трети пол (Предложен) На транссексуалните хора е позволено да сменят пола си, без да се подлагат на операция и без съдебно решение |
| Източна Европа                                           | | | |                                                                                    | |                                                             | |
| Абхазия (Оспорвана територия)                            | Законни от 1991 г. | Не | Не | Не                                                                                 | | Не                                                          | Не признава трети пол Не е ясно дали смяната на пола е разрешена                                                                               |
| Азербайджан                                              | Законни от 2000 г. | Не | Не | Не                                                                                 | Не | Не                                                          | Не признава трети пол Смяната на пола не е разрешена                                                                                           |
| Армения                                                  | Законни от 2003 г. + Подписана декларация на ООН | Не | Конституционна забрана от 2015 г. | Не                                                                                 | Не | Не                                                          | Не признава трети пол Смяната на пола не е разрешена                                                                                           |
| Беларус                                                  | Законни от 1994 г. | Не | Конституционна забрана от 1994 г. | Не                                                                                 | Забранено за военна служба по време на мирно време, но по време на военно време ЛГБ хората имат право да се включат като частично способни | Не                                                          | Не признава трети пол На транссексуалните хора е позволено да сменят пола си, без да се подлагат на операция                                   |
| Грузия                                                   | Законни от 2000 г. + Подписана декларация на ООН | Не | Конституционна забрана от 2018 г. | Не                                                                                 | | Забранява всякаква анти-гей дискриминация                   | Не признава трети пол Изисква операция за промяна на пола                                                                                      |
| Казахстан                                                | Законни от 1998 г. | Не | Не | Не                                                                                 | Не | Не                                                          | Не признава трети пол Изисква операция за промяна на пола                                                                                      |
| Молдова                                                  | Законни от 1995 г. + Подписана декларация на ООН | No | Конституционна забрана от 1994 г. | No                                                                                 | Разрешено само за ЛГБ хора | Забранява някои анти-гей дискриминационни практики          | Не признава трети пол На транссексуалните хора е позволено да сменят пола си, без да се подлагат на операция                                   |
| Нагорни Карабах (Оспорвана територия)                    | Законни от 2000 г. | Не | Конституционна забрана от 2006 г. | Не                                                                                 | | Не                                                          | Не признава трети пол Не е ясно дали смяната на пола е разрешена                                                                               |
| Приднестровие (Оспорвана територия)                      | Законни от 2002 г. | Не | Не | Не                                                                                 | | Не                                                          | Не признава трети пол Не е ясно дали смяната на пола е разрешена                                                                               |
| Румъния Част от Европейския съюз                         | Законни от 1996 г. + Подписана декларация на ООН | Ограничени права на пребиваване за семейни двойки от един и същи пол от 2018 г.; Предложен граждански съюз | No | ЛГБТ лица могат да осиновяват, но не и еднополови двойки                           | Разрешено само за ЛГБ хора | Забранява всякаква анти-гей дискриминация                   | Не признава трети пол Изисква операция за промяна на пола                                                                                      |
| Русия                                                    | Мъже – законни от 1993 г. Жени – винаги законни Незаконни на практика в Чечения, където ЛГБ хората са отвличани и изпращани в концентрационни лагери въз основа на тяхната възприемана сексуална ориентация | Не | Конституционна забрана от 2020 г. | Не                                                                                 | Не | Не                                                          | Не признава трети пол Изисква операция за промяна на пола                                                                                      |
| Украйна                                                  | Законни от 1991 г. + Подписана декларация на ООН | Не | Конституционна забрана от 1996 г. | ЛГБТ лица могат да осиновяват, но не и еднополови двойки                           | Разрешено само за ЛГБ хора | Забранява някои анти-гей дискриминационни практики          | Не признава трети пол На транссексуалните хора е позволено да сменят пола си, без да се подлагат на операция                                   |
| Южна Осетия (Оспорвана територия)                        | Законни от 1991 г. | Не | Не | Не                                                                                 | | Не                                                          | Не признава трети пол Не е ясно дали смяната на пола е разрешена                                                                               |
| Южна Европа                                              | | | |                                                                                    | |                                                             | |
| Акротири и Декелия Част от Великобритания                | Законни от 2000 г. + Подписана декларация на ООН | От 2005 г. | От 2014 г. |                                                                                    | Разрешено за всички ЛГБТ хора | Забранява някои анти-гей дискриминационни практики          | Не признава трети пол Не е ясно дали смяната на пола е разрешена                                                                               |
| Албания                                                  | Законни от 1995 г. + Подписана декларация на ООН | Не | Не | Не                                                                                 | Разрешено само за ЛГБ хора | Забранява всякаква анти-гей дискриминация                   | Не признава трети пол Смяната на пола не е разрешена                                                                                           |
| Андора                                                   | Законни от 1990 г. + Подписана декларация на ООН | От 2014 г. | От 2023 г. | От 2014 г.                                                                         | Няма армия | Забранява всякаква анти-гей дискриминация                   | Не признава трети пол Смяната на пола не е разрешена                                                                                           |
| Босна и Херцеговина                                      | Законни от 1996 г. във Федерация на Босна и Херцеговина, в Република Сръбска от 1998 г. и в област Брчко от 2003 г. + Подписана декларация на ООН                                                           | Не | Не | Не                                                                                 | Разрешено само за ЛГБ хора | Забранява всякаква анти-гей дискриминация                   | Не признава трети пол Изисква операция за промяна на пола                                                                                      |
| България Част от Европейския съюз                        | Законни от 1968 г. + Подписана декларация на ООН | Ограничени права на пребиваване за семейни двойки от един и същи пол от 2018 г. | Конституционна забрана от 1991 г. | ЛГБТ лица могат да осиновяват, но не и еднополови двойки                           | Разрешено само за ЛГБ хора | Забранява всякаква анти-гей дискриминация                   | Не признава трети пол Смяната на пола не е разрешена                                                                                           |
| Ватикан                                                  | Законни от 1890 г. | Не | Не | Не                                                                                 | Няма армия | Не                                                          | Не признава трети пол Смяната на пола не е разрешена                                                                                           |
| Гибралтар Част от Великобритания                         | Законни от 1993 г. + Подписана декларация на ООН | От 2014 г. | От 2016 г. | От 2014 г.                                                                         | Разрешено за всички ЛГБТ хора | Забранява всякаква анти-гей дискриминация                   | Не признава трети пол Смяната на пола не е разрешена                                                                                           |
| Гърция Част от Европейския съюз                          | Законни от 1951 г. + Подписана декларация на ООН | От 2015 г. | От 2024 г. | От 2024 г.                                                                         | Разрешено само за ЛГБ хора | Забранява всякаква анти-гей дискриминация                   | Не признава трети пол На транссексуалните хора е позволено да сменят пола си, без да се подлагат на операция                                   |
| Испания Част от Европейския съюз                         | Законни от 1979 г. + Подписана декларация на ООН | В Каталуния (1998), Арагон (1999), Навара (2000), Кастилия-Ла Манча (2000), Валенсия (2001), Балеарските острови (2001), Мадрид (2001), Астурия (2002), Кастилия и Леон (2002), Андалусия (2002), Канарските острови (2003), Естремадура (2003), Страната на баските (2003), Кантабрия (2005), Галисия (2008) Ла Риоха (2010) и Мурсия (2018), и в двата автономни града; Сеута (1998) и Мелила (2008) | От 2005 г. | От 2005 г.                                                                         | Разрешено за всички ЛГБТ хора | Забранява всякаква анти-гей дискриминация                   | Не признава трети пол На транссексуалните хора е позволено да сменят пола си, без да се подлагат на операция и без съдебно решение             |
| Италия Част от Европейския съюз                          | Законни от 1890 г. + Подписана декларация на ООН | От 2016 г. | През 2018 г. Върховният съд постанови, че еднополовите бракове, сключени в чужбина, трябва да бъдат регистрирани като граждански съюзи | Осиновяване на доведено или заварено дете от 2016 г.                               | Разрешено само за ЛГБ хора | Забранява някои анти-гей дискриминационни практики          | Не признава трети пол На транссексуалните хора е позволено да сменят пола си, без да се подлагат на операция и без съдебно решение             |
| Кипър Част от Европейския съюз                           | Законни от 1998 г. | От 2015 г. | Не | Не                                                                                 | Разрешено само за ЛГБ хора | Забранява всякаква анти-гей дискриминация                   | Не признава трети пол Смяната на пола не е разрешена                                                                                           |
| Косово (Оспорвана територия)                             | Законни от 1994 г. | Не | Не | ЛГБТ лица могат да осиновяват, но не и еднополови двойки                           | Разрешено само за ЛГБ хора | Забранява всякаква анти-гей дискриминация                   | Не признава трети пол Смяната на пола не е разрешена                                                                                           |
| Малта Част от Европейския съюз                           | Законни от 1973 г. + Подписана декларация на ООН | От 2014 г. | От 2017 г. | От 2014 г.                                                                         | Разрешено само за ЛГБ хора | Забранява всякаква анти-гей дискриминация                   | Признава трети пол На транссексуалните хора е позволено да сменят пола си, без да се подлагат на операция                                      |
| Португалия Част от Европейския съюз                      | Законни от 1983 г. + Подписана декларация на ООН | От 2001 г. | От 2010 г. | От 2016 г.                                                                         | Разрешено само за ЛГБ хора | Забранява всякаква анти-гей дискриминация                   | Не признава трети пол На транссексуалните хора е позволено да сменят пола си, без да се подлагат на операция и без съдебно решение             |
| Сан Марино                                               | Законни от 1865 г. + Подписана декларация на ООН | От 2019 г. | Не | Осиновяване на доведено или заварено дете от 2019 г.                               | | Забранява всякаква анти-гей дискриминация                   | Не признава трети пол Смяната на пола не е разрешена                                                                                           |
| Северен Кипър (Оспорвана територия)                      | Законни от 2014 г. | Не | Не | Не                                                                                 | Не | Забранява всякаква анти-гей дискриминация                   | Не признава трети пол Изисква операция за промяна на пола                                                                                      |
| Северна Македония                                        | Законни от 1996 г. + Подписана декларация на ООН | Не | Не | Не                                                                                 | Разрешено само за ЛГБ хора | Забранява всякаква анти-гей дискриминация                   | Не признава трети пол На транссексуалните хора е позволено да сменят пола си, без да се подлагат на операция                                   |
| Сърбия                                                   | Законни от 1858 г., когато е номинално васал на Османската империя до 1860 г. и отново от 1994 г. + Подписана декларация на ООН                                                                             | Не | Конституционна забрана от 2006 г. | ЛГБТ лица могат да осиновяват, но не и еднополови двойки                           | Разрешено само за ЛГБ хора | Забранява всякаква анти-гей дискриминация                   | Не признава трети пол Изисква хормонална терапия за промяна на пола                                                                            |
| Турция                                                   | Законни от 1858 г. | Не | Не | Не                                                                                 | Не | Не                                                          | Не признава трети пол Изисква операция за промяна на пола                                                                                      |
| Черна гора                                               | Законни от 1977 г. + Подписана декларация на ООН | От 2021 г. | Конституционна забрана от 2007 г. | Не                                                                                 | Разрешено само за ЛГБ хора | Забранява всякаква анти-гей дискриминация                   | Не признава трети пол Изисква операция за промяна на пола                                                                                      |